# IC 5206
IC 5206 ist eine Balken-Spiralgalaxie vom Hubble-Typ SBbc im Sternbild Tukan am Südsternhimmel. Sie ist schätzungsweise 444 Millionen Lichtjahre von der Milchstraße entfernt.
Das Objekt wurde am 21. August 1900 vom US-amerikanischen Astronomen DeLisle Stewart entdeckt.